# RS-704
Pour les articles homonymes, voir Route 704.
La RS-704 est une route locale du Sud-Est de l'État du Rio Grande do Sul desservant les municipalités de Pedro Osório et d'Arroio Grande. Elle relie la RS-706, depuis Pedro Osório, à la BR-473, dans le district de Pedreiras d'Arroio Grande, et est longue de 29 km.